# اتصالات ريلانس
اتصالات ريلانس المحدودة (RCom) شركة إنترنت واتصالات سلكية ولاسلكية هندية مقرها في نافي مومباي. ويوفر خدمات الهاتف النقال من خلال ال(GSM (و ال3G وال4G). والنطاق العريض للهاتف الثابت والخدمات الصوتية. تعتبر اتصالات ريلانس رابع أكبر مشغل للاتصالات في الهند بلغ عدد مشتركيها 98.70 مليون في يونيو 2016.
أنشئت في عام 2002 وكانت شركة تابعة لمجموعة ريلاينس أنيل ديروباي أمباني. تعتمد اتصالات ريلانس على خدمات إريكسون التقنية وأبراج النقل الإشارة تدار عن طريق إنفراتيل التي تعتبر واحدة من الشركات التابعة لإتصالات ريلانس. مدت إنفوكوم أكبر شبكة ألياف بصرية كابل في البلاد بين عام 2003 إلى 2005 لما يقرب من 135,000 كم، وتقريبا في جميع المدن الكبرى.
في سبتمبر 2016، أعلن RCom أنه دمج الأعمال اللاسلكية مع إيرسل.

## وصلات خارجية
- الموقع الرسمي